# Holger Sommerfeldt
Holger Sommerfeldt ist ein deutscher Wirtschaftsingenieur und seit 2021 Rektor der IU Internationale Hochschule.
Sommerfeldt studierte von 1985 bis 1991 Wirtschaftsingenieurwesen an der Technischen Hochschule Karlsruhe. 1989/90 absolvierte er ein MBA-Studium an der Texas Tech University. An der britischen University of Oxford absolvierte er zwischen 2004 und 2010 ein Masterstudium sowie einen Doktoratsstudium zum DPhil in Management and Organization. Er war von 1991 bis 2004 als Berater bei Horváth & Partners und Geschäftsleitungsmitglied bei Bertelsmann tätig. 
2008 wurde Sommerfeldt als Professor für Management an die damalige IUBH Internationale Hochschule (IUBH) berufen. Er war von 2008 bis 2012 zudem Leiter des Präsenzcampus Bad Reichenhall und von 2011 bis 2014 Leiter des Bereichs Fernstudium, ebenfalls mit Sitz in Bad Reichenhall. Er war von 2014 bis 2021 Prorektor Online und hat das Fernstudiumangebot und die digitale Lehre mit Lern-Apps, Online-Prüfungen sowie didaktischen Lern-Sprints wesentlich erweitert.
Seit März 2021 ist er als Nachfolger von Peter Thuy Rektor der seit 2021 umbenannten IU Internationale Hochschule mit über 75.000 Studierenden.